# Golub uhan
Golub uhan (lat. Mobula mobular) vrsta je ribe iz reda golubovki (lat. Myliobatiformes), porodice Mobulidae. Alternativni naziv za ovu vrstu je morski vrag. Prema IUCN-ovim procjenama vrsta je u posljednje 3 generacije (38 godina) doživjela pad broja jedinki od 50 do 79% te je klasificirana kao ugrožena.

## Opis
Golub uhan može narasti do 520 cm duljine i 300 kg  težine čime spada među najveće ribe Jadrana. Spada u istu potporodicu kao i mante (lat. Mobula birostris), jedne od najvećih riba. Hrani se malim pelagijskim račićima i ribicama. Tamne je boje leđa, a vrlo svijetlog, skoro bijelog trbuha. Krila mu završavaju oštro, a ime je dobio po karakterističnim nastavcima koji rastu iz glave i podsjećaju na rogove ili velike uši. Ima dugačak, tanak rep, a blizu baze repa je smještena nazubljena bodlja. Bodlja je manjih dimenzija, a na bazi bodlje i njenom uzdužnom žlijebu se nalaze otrovne žlijezde.
Imaju po jedno mladunče u prosjeku svakih 1-3 godine.

## Rasprostranjenost
Golub uhan je riba koja prebiva u istočnom dijelu Atlantika, od Senegala do Irske, uključujući i područja oko Kanara i Azora. Prisutni su i po cijelom Mediteranu, a ponekad zalutaju i u Sjeverno more i sjeverni dio Atlantika. Postoje i izvješća o prisutnosti oko obala Indije. Uhan je relativno česta riba u Jadranskom moru, a živi najčešće na otvorenom moru.

## Vanjske poveznice

### Mrežna sjedišta
- Tportal.hr – Upoznajte najopasnija stvorenja morskih dubina